# Dias d'Ávila
Dias D'Ávila es un municipio brasileño del estado de Bahía. Actualmente, su población estimadada es de más de 66 mil habitantes. Lugar donde se encuentran las mejores fuentes de agua de la Bahía, hecho que le da su apodo de "Ciudad De las Aguas'.
El municipio tiene, además de la extensión de la Zona Urbana, varios distritos en la Zona Rural, de entre los cuales podemos destacar: Emboacica, Biribeira, Represa de Santa Helena, Jardín Futurama y Leandrinho.